# Stewart Stern
Stewart Henry Stern (* 22. März 1922 in New York City; † 2. Februar 2015 in Seattle) war ein US-amerikanischer Drehbuchautor. Er wurde zweimal für den Oscar nominiert und gewann den Emmy. Sein bekanntestes Drehbuch schrieb er für den Film … denn sie wissen nicht, was sie tun mit James Dean.

## Werke
Neben … denn sie wissen nicht, was sie tun waren Sterns herausragendste Werke das Drehbuch für den Fernsehfilm Sybil, der sowohl Stern als auch der Schauspielerin Sally Field den Emmy einbrachte; Anklage: Hochverrat mit Paul Newman; The James Dean Story (Regie: Robert Altman); The Outsider mit Tony Curtis; Der häßliche Amerikaner mit Marlon Brando; Die Liebe eines Sommers mit Joanne Woodward; sowie The Last Movie (Regie: Dennis Hopper). Außerdem ist er der Autor des Buches No Tricks in My Pocket: Paul Newman Directs (1989).

## Leben
Stern ist ein Neffe von Adolph Zukor, dem Gründer von Paramount Pictures. Als Soldat nahm er im Zweiten Weltkrieg an der Ardennenoffensive teil. Er ist Gegenstand des Dokumentarfilms Going Through Splat: The Life and Work of Stewart Stern (2005). Stern war mit der Tänzerin Marilee Stiles verheiratet und starb im Alter von 92 Jahren an Krebs.

## Filmografie (Auswahl)
- 1951: Benjy (Kurzfilm)
- 1951: Teresa
- 1955: … denn sie wissen nicht, was sie tun (Rebel Without a Cause)
- 1956: Anklage: Hochverrat (The Rack)
- 1957: The James Dean Story
- 1959: Donner in der Sonne (Thunder in the Sun)
- 1961: Der Außenseiter (The Outsider)
- 1963: Der häßliche Amerikaner (The Ugly American)
- 1968: Die Liebe eines Sommers (Rachel, Rachel)
- 1971: The Last Movie
- 1973: Sommerwünsche – Winterträume (Summer Wishes, Winter Dreams)
- 1973: Die Glasmenagerie (The Glass Menagerie)
- 1976: Sybil (Fernsehfilm)